# Paul Oakenfold
Paul Oakenfold   (Londres, 30 d'agost de 1963) és un productor de música electrònica i un DJ.

## Biografia
Oakenfold va néixer el 30 d'agost de 1963 a l'Mile End Hospital. El seu pare va lliurar el London Evening News. Va viure a Highbury, Greenhithe, després Croydon, assistint a Archbishop Lanfranc School, després va estudiar per ser xef durant quatre anys i va treballar al Army and Navy Club.
Paul Oakenfold comença a mesclar als 16 anys amb el seu amic Trevor Fung en un bar a Covent Garden. Les seves principals influències musicals li venen de l'escena Hip-hop novaiorquesa que freqüenta durant els anys 1980. De tornada a Anglaterra, es convertix en productor i agent per a l'etiqueta Champions Records.
El 1987, Oakenfold i els seus amics, Trevor Fung i Ian St. Paul, passen alguns mesos a Eivissa, i descobreixen la música dels dance club. Utilitzant les influències del so d'Eivissa, de la disco italiana, del soul i a house, Oakenfold produeix l'àlbum dels Happy Mondays, Pills 'n' Thrills and Bellyaches , continuats amb remixos per a U2, Massiva Attack - " Unfinished Sympathy " Arrested Development, The Cure -Close To Me (close mix), Snoop Dogg, Simply Red, New Order, Jesus Loves You i The Shamen, molts dels quals surten amb la seva etiqueta Perfecto Records.
Paul Oakenfold torna al DJing durant la primera meitat dels anys 1990, després d'un curt període com a membre del grup Grace. És igualment DJ resident de les vesprades Cream en els discoteques (d'Eivissa) de 1997 a 1999. Durant aquest període es dona a conèixer als Estats Units, sobretot amb la sortida del seu àlbum Tranceport  el 1999, molt ben rebut pels seguidors de trance americans.
El 1999, signa la música del genèric de la versió britànica de l'emissió de telerealitat, Big Brother (UK). El 2000, amb ocasió de l'EURO organitzat a Bèlgica i als Països Baixos, signa la banda sonora del joc oficial de la competició d'EA Sport, és a dir EURO 2000.
La seva popularitat creix encara gràcies a la seva participació en bandes originals de pel·lícules com Swordfish (on la cançó "New Born" del grup Muse és remesclada), El Planeta dels simis', Matrix Reloaded, Matrix Revolutions', Die Another Day (per al qual ha remixat el tema de James Bond), Collateral i La Memòria a la pell.
El 2002 la revista Q afegix Oakenfold en la seva llista dels «50 Bands To See Before You Die» ("50 Grups Per Veure Abans de Morir"). El mateix any, Oakenfold treu el seu primer àlbum sol, anomenat Bunkka  amb la col·laboració d'alguns artistes com Nelly Furtado ("The Harder They Come") i Shifty Shellshock, el cantant de Crazy Town ("Starry Eyed Surprise"). Més tard aquest any, la seva etiqueta ha tret Perfecto Presents Another World  amb Oakenfold com a mixer. El doble àlbum  Creamfields , s'estrena el 2004. I el 2005, produeix una mescla de la cançó Sorry de Madonna que està disponible en el seu single. El 2008, renova la seva col·laboració amb Madonna i realitza un remix del seu single Give It 2 Me present a la versió col·leccionista de l'àlbum Hard Candy. El mateix any, treu el triple àlbum "Anthems", que reagrupa un bon nombre de pistes famoses Trance dels dos últims decennis. Sempre el 2008, Paul Oakenfold es fa DJ resident al Rain Nightclub a Las Vegas, i actua cada dissabte a la tarda.
Paul Oakenfold torna a les fonts durant l'estiu de 2009 traient Perfecto Vegas, una doble compilació mesclada orientada a Trance, com no n'havia tret des de "Creamfields" el 2004. El 2009, Oakenfold recorre el globus al costat de Madonna fent l'obertura dels concerts de la segona part del Sticky & Sweet Tour. Coprodueix igualment el seu últim single "Celebration".
El 2007, realitza diverses pistes de la banda original de la pel·lícula d'animació japonesa "Vexille". El 2008, signa la banda original de la pel·lícula Nobel Son, dirigida per Randall Miller. El 2011, participa en l'àlbum dels Daft Punk - Tron Legacy Reconfigured, remesclant la cançó "C.L.U".

## Discografia
| Any  | Títol                                             |
| ---- | ------------------------------------------------- |
| 2009 | Perfecto Vegas                                    |
| 2008 | Anthems                                           |
| 2007 | Greatest Hits & Remixes                           |
| 2006 | A Lively Mind                                     |
| 2005 | Perfecto Presents the Club                        |
| 2004 | Creamfields                                       |
| 2004 | Perfecto Presents Great Wall                      |
| 2002 | Bunkka                                            |
| 2001 | Swordfish Original Soundtrack                     |
| 2001 | Perfecto Presents: Paul Oakenfold in Ibiza        |
| 2001 | Voyage Into Trance - Re-release                   |
| 2000 | Perfecto Presents Travelling                      |
| 2000 | Perfecto Presents Another World                   |
| 1999 | Essential Millennium with Pete Tong & Fatboy Slim |
| 1999 | Global Underground: Nova York                     |
| 1999 | Resident: Two Years of Oakenfold at Cream         |
| 1998 | Tranceport                                        |
| 1998 | Global Underground: Nova York                     |
| 1997 | Global Underground Live in Oslo                   |
| 1996 | Perfecto Fluoro                                   |
| 1995 | Essential Mix 1                                   |
| 1994 | Journey's By DJ                                   |